# Clairfayts
Clairfayts település Franciaországban, Nord megyében. Lakosainak száma 361 fő (2022. január 1.). Clairfayts Beaurieux, Solre-le-Château, Willies, Eppe-Sauvage, Felleries és Sivry-Rance községekkel határos.

## Népesség
A település népességének változása:
| Lakosok száma | 366  | 370  | 382  | 371  | 366  | 361  | 363  | 363  | 361  |
|               | 2013 | 2015 | 2016 | 2017 | 2018 | 2019 | 2020 | 2021 | 2022 |